# Гомоляка Вадим Борисович
Вадим Борисович Гомоля́ка (нар. 30 жовтня 1914, Київ — 7 травня 1980, Київ) — український радянський композитор; лауреат Сталінської премії за 1951 рік; заслужений діяч мистецтв УРСР з 1958 року. Син актора Бориса Авшарова.

## Біографія
Народився 17 [30] жовтня 1914 року в Києві. З 1939 по 1941 вчився на історико-теоретичному факультеті Київської консерваторії, а з 1941 по 1942 на композиторському факультеті Ташкентської консерваторії. Брав участь у радянсько-німецькій війні. Через рік після закінчення війни, в 1946 році закінчив Київську консерваторію (у Льва Ревуцького). В 1946—1948 роках — викладач теоретичних предметів у Київській консерваторії. Член КПРС з 1953 року. В 1951—1956 секретар Спілки композиторів. З 1958 по 1976 роки — начальник Управління українського відділення музфонду СРСР.

Могила Вадима Гомоляки

Помер 7 травня 1980 року в Києві. Похований на Байковому кладовищі (ділянка № 2).

## Творчість
Автор семи концертів з оркестром (1949—1980), хорів, романсів, сюїт і пісень.

### Ескізи
- Закарпатські ескізи

### Балети
- «Запорожці» (1954)
- «Сорочинський ярмарок» (1956)
- «Чорне золото» (1957)
- «Кіт у чоботях» (1958)
- «Оксана» (1964)
- «Либідь» (1973)
- «За двома зайцями» (1965)

### Музичні комедії
- «Оленушка»(1959)
- «Соловей у міліції» (1964)

### Музика до фільмів
- «Блакитні дороги» (1947)
- «Зоря над Карпатами» (1948)
- «Максимко», яку написав разом з Ігорем Шамо (1953)
- «Командир корабля» (1954)
- «Над Черемошем» (1954)
- «Земля» (1954)
- «Верховино, мати моя» (1959, к/м)
- «Олекса Довбуш» (1959)
- «За двома зайцями» (1961)
- «Радість моя» (1961)
- «У мертвій петлі» (1962)
- «Ключі від неба» (1964)
- «Анничка» (1968)
- «У неділю рано зілля копала» (1968, фільм-спектакль)
- «Ні пуху, ні пера» (1973)
- «Весільний вінок, або Одіссея Іванка» (1978, к/м)
- «Золоторогий олень» (1979, мультфільм)
- «Прибульцям новим» (1999, документальний; використовується музика)